# Гафура Гуляма (станция метро)
«Гафура Гуляма» (узб. G’afur G’ulom) — станция Ташкентского метрополитена.
Открыта 6 ноября 1989 года в составе третьего  участка Узбекистанской линии: «Алишера Навои» — «Чор-Су».
Расположена  между станциями: «Чор-Су» и «Алишера Навои».

## История
Названа в честь узбекского, советского поэта, писателя и публициста — «Гафура Гуляма». Носившего звания : «Народный поэт Узбекской ССР» (1963 года.), лауреат «Ленинской премии» (1970 года. — посмертно) и «Сталинской премии» второй степени (1946 года.).

## Характеристика
Станция : колонная, трехпролётная, мелкого заложения  с двумя подземными вестибюлями.

## Оформление
Оформление станции выполнено художником-керамистом Сапарниязом  Султанмуратовым.
Для отделки станции применены мрамор, гранит, металл, стекло, композиции из художественной керамики. 
Колонны, поддерживающие свод станции, имеют много граней, верхняя часть колонн имеет утолщение.
Освещается станция светильниками скрытыми в куполах.